# Джанфранко Менегалі
Джанфранко Менегалі (італ. Gianfranco Menegali, 17 червня 1933, Рим — 1 листопада 2016, Тревіньяно-Романо) — італійський футбольний арбітр. Арбітр ФІФА у 1974—1984 роках. Хоча мав юридичну освіту, був страховим агентом.

## Кар'єра
Після гри у футбол на аматорському рівні він розпочав кар'єру арбітра у 1958 році. 16 травня 1971 року він дебютував у Серії А, відсудивши поєдинок «Мілан» — «Кальярі» і загалом за кар'єру він відпрацював 249 офіційних матчів, з них 141 у вищому дивізіоні та 108 — у Серії Б. В тому числі судив міланське, ліхтарне та туринське дербі.
У 1974 році отримав статус арбітра ФІФА і відсудив 70 міжнародних матчів.
1976 року отримав Премію Джованні Мауро, яку присуджують найкращому судді сезону в Італії.
У 1977 році в Тунісі Джанфранко працював на першому розіграші молодіжного чемпіонату світу, де він відсудив три гри, в тому числі півфінал Уругвай — СРСР. Згодом працював і на молодіжному чемпіонаті світу 1981 року в Австралії, відсудивши на груповому етапі «дербі» Аргентина — Англія в Сіднеї (1:1), а потім і чвертьфінал між Румунією та Уругваєм (2:1) в Мельбурні.
У 1983 році, в останній рік своєї кар'єри, відсудив фінал Кубка володарів кубків у Гетеборзі між «Абердином» та «Реалом», який команда з Шотландії виграла 2:1 у додатковий час.
У 1984 році він написав та видав книгу у співавторстві із журналістом Енцо Сассо, «Футбольний арбітр: техніко-практичний посібник» (італ. L'arbitro di calcio: manuale tecnico-pratico).